# 彼得保罗要塞
彼得保罗要塞（羅馬化：Petropavlovskaya Krepost）是俄罗斯圣彼得堡一座昔日的城堡，由彼得大帝创建于1703年，由多梅尼科·崔茲尼设计，建于1706至1740年。

## 历史
这座堡垒由彼得大帝创建于1703年儒略历5月16日（公历5月27日），位于涅瓦河北岸的兔子岛（涅瓦河三角洲最上游的一个岛）。在大北方戰爭期间，建此要塞是为了防备瑞典袭击新首都。该堡垒从来没有实现其军事目的。此要塞包括六个堡垒，1706至1740年用石头重建。
从1720年左右，彼得保罗要塞担任该市的驻军基地，以及关押高层或政治犯的监狱。特鲁别茨柯依堡垒，在19世纪70年代重修，成为主要的监狱。第一个逃离要塞监狱者（现在为重要旅游景点）是无政府主义者克鲁泡特金王子（1876年）。曾关押在这座“俄国的巴士底狱”的还有塔德乌什·柯斯丘什科、拉季舍夫、十二月黨人、費奧多爾·陀思妥耶夫斯基、米哈伊尔·巴枯宁、尼古拉·加夫里诺维奇·车尔尼雪夫斯基和约瑟普·布罗兹·铁托。

### 俄国革命
1917年二月革命期间，儒略历2月27日，巴甫洛夫斯基团的叛变士兵袭击了要塞，释放囚犯。在临时政府时期，数百名沙皇政府官员关押于此。 
儒略历3月8日，沙皇从莫吉廖夫返回皇村，受威胁将会关押在此要塞，但后来并未关押，而是被软禁在家。儒略历7月4日，布尔什维克在此要塞策动8,000军人兵变。儒略历7月6日，他们没有抵抗，向政府军投降。
儒略历10月25日，要塞很快再次进入布尔什维克手中。彼得格勒苏维埃向冬宫的临时政府的部长们发出最后通牒，21.00，阿芙乐尔号巡洋舰开炮后，从要塞向冬宫发射30枚左右的炮弹。只有两枚真正击中，造成轻微损坏，防御者拒绝投降。儒略历10月26日凌晨2.10，弗拉基米尔·安东诺夫-奥夫谢延科的军队占领了冬宫，被俘的部长们也被关押进要塞。
临时政府部长们不是要塞最后一批犯人。1917年10月29日不成功的反革命叛乱後，彼得格勒士官生也被关进要塞。1924年，要塞的大部分改为博物馆。1931年，增建了气体动力学实验室。二战期间，围攻该市的纳粹德国军队的轰炸，使这座建筑遭到严重损坏。战后忠实地按原样修复。

## 风光

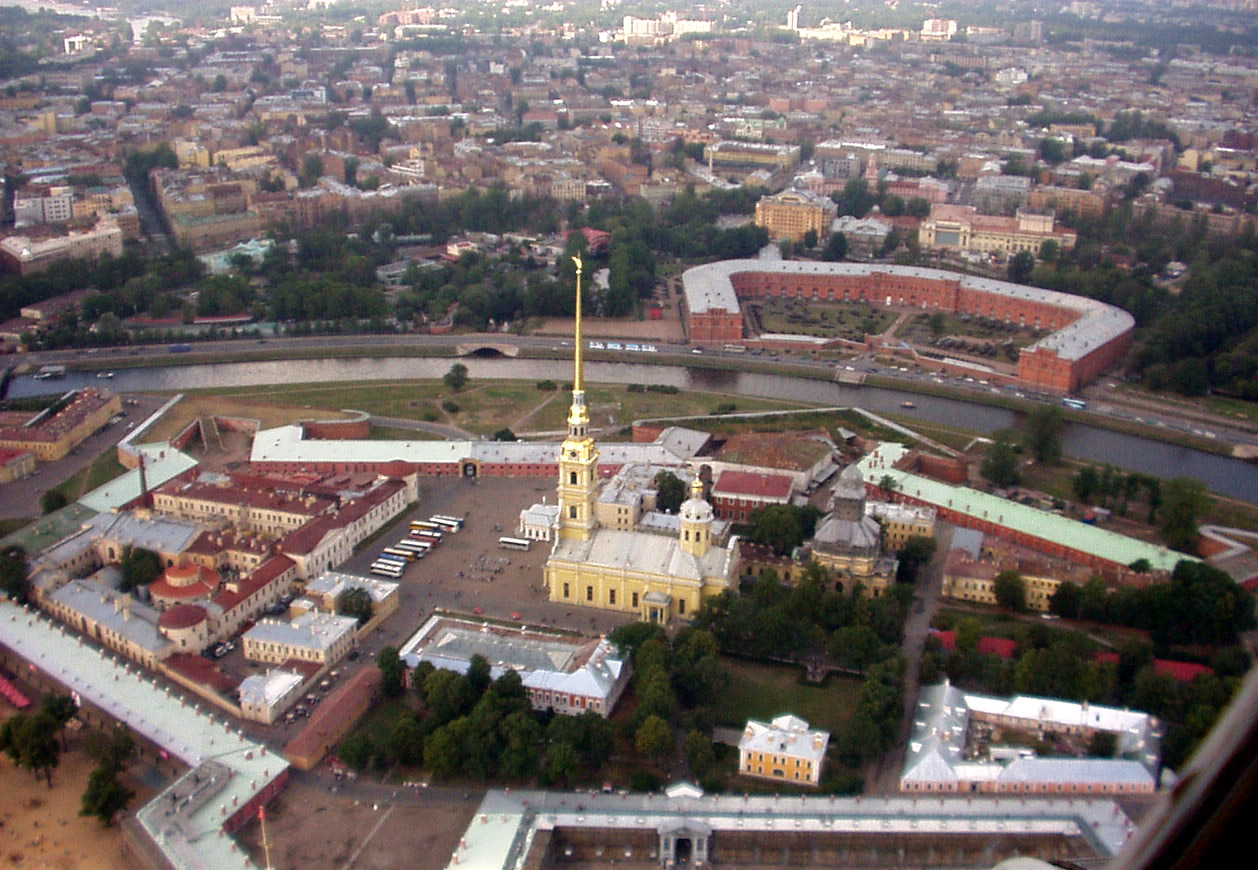
鸟瞰要塞

要塞内的建筑都环绕着彼得保罗大教堂（1712年至1733年），它有高123.2米（404英尺）的钟塔（市中心最高），顶部为镀金天使。 
从彼得一世到亚历山大三世的所有俄国沙皇都葬在彼得保罗大教堂，只有彼得二世例外。“罗曼诺夫圣人”，尼古拉二世和他的家人和随行人员，在被杀80周年之际，1998年7月17日，安葬在侧面的圣凯瑟琳小堂。2006年底，瑪麗亞·費奧多蘿芙娜太后的遗体从丹麦的罗斯基勒主教座堂回到她的丈夫亚历山大三世身边。
大公陵墓为新巴洛克风格，建于1896-1908年，由一条走廊连接大教堂。这是为了将非罗曼诺夫王朝君主的遗体从大教堂内移出，堂内已经没有新的墓室。大公陵墓预计有60个墓，但到俄国革命时只有13个。最新埋葬于此的是尼古拉二世的表弟弗拉基米尔·西里尔罗维奇大公（1992年）。他的父母西里尔·弗拉基米罗维奇大公和维多利亚·費奧多蘿芙娜的遗体，也在1995年从德国科堡移来此处。
要塞内的其他建筑包括仍在运作的造币厂、特鲁别茨柯依和Alekseyevsky堡垒及其严峻的牢房，圣彼得堡历史博物馆。有一个数百年来的历史传统，每天中午，纳雷什金堡垒都会鸣炮。每年的城市日（5月27日）庆祝活动通常集中在城市诞生的这个岛屿。一炮打响堡垒。 
要塞城墙底下的沙滩是圣彼得堡最受欢迎的沙滩。在夏季，海滩常常人满为患，尤其是在此举办沙滩节时。

### 引用
1. 1 2 3  . Saint-Petersburg.com.   [2009-06-19]. （原始内容存档于2008-07-20）.